# Sans Soleil
Sans Soleil (pronunciació francesa: [sɑ̃ sɔ.lɛj], "Sense sol") és un documental francès de 1983, dirigit i produït per Chris Marker. És una reflexió entorn la naturalesa de la memòria humana i la seva incapacitat per recordar certs contextos i matisos que acaben afectant la percepció de les històries. El títol Sans Soleil prové del cicle de cançons per veu i piano Sense Sol, de Modest Mussorgsky "tot i que només un fragment breu d'aquest cicle (un passatge de 'Sur le fleuve', l'última cançó del cicle, el qual es concerneix amb mort) pot ser escoltat a la pel·lícula.". Sans Soleil consiteix en un conjunt de "stock footage," tant de clips d'espectacles i pel·lícules japoneses, com d'imatges documentals rodades pel mateix Marker.
Sans Soleil és sovint considerada una de les millors pel·lícules de la història. En una enquesta de 2014 de Sight and Sound, els crítics cinèfils van votar Sans Soleil com la tercera millor pel·lícula documental de tots els temps.

## Descripció
Aquest assaig experimental va més enllà del gènere documental. És una composició de pensaments, imatges i escenes, principalment del Japó i Guinea-Bissau, "dos pols extrems de supervivència", però també amb imatges de Cap Verd, Islàndia, París i San Francisco. Per tot això, es podria dir que és un documental, però la narració no deixa de ser ficticia. Escoltem una noia llegint cartes que suposadament li van ser enviades per Sandor Krasna, autor dels videos, que és un personatge fictici
Sans Soleil és sovint encasellada com a documental, travelogue, o assaig. Malgrat l'ús de la pel·lícula d'elements ficticis, tampoc pot ser etiquetada com a mockumentary (documental simulat). El contingut fictici, derivat de la juxtaposició de narració i imatge, afegeix significat a la pel·lícula, juntament amb l'alternació sobtada de localitzacions en el film i la manca de caracterització de cap personatge
Chris Marker ha dit: "podria dir que la pel·lícula pretenia ser, i és res més que una pel·lícula casolana. Veriatablement, crec que el meu talent principal ha estat trobar persones per pagar les meves pel·lícules casolanes. Si hagués nascut ric, suposo que hauria fet més o menys els mateixos films, o com a mínim els de viatge, però ningú, més enllà dels meus amics, n'hauria sentit res."

## Cites introductòries
El film té varies obertures depenent de l'idioma en què es projecti. La versió francesa original de Sans Soleil, per exemple, obre amb aquesta cita de Jean Racine, del segon acte de Bajazet (1672), la seva tragèdia:
"L'éloignement des pays répare en quelque sorte la trop grande proximité des temps."

(La distància entre els països compensa en certa manera la gran proximitat dels temps.)
Per la versió anglesa del film, Marker va reemplaçar la cita anterior amb aquesta següent de l'obra de T. S. Eliot Dimecres de Cendra (1930):
"Because I know that time is always time
And place is always and only place"...

(And what is actual is actual only for one time

And only for one place.)

## Producció
Sans Soleil conté stock footage, clips de televisió i pel·lícules japoneses, i uns quants extractes de diferents films. El footage original del documental va ser filmat per Marker amb una Beaulieu de 16mm, càmera de pel·lícula silenciosa, i una grabadora de cinta portàtil no-sync; la pel·lícula no conté cap so sincronitzat. Alguns clips foren coloritzats amb un sintetitzador de video EMS Spectre.
Els autors dels diferents clips de videos no esmentats a la narració son els següents: Sana Na N'Hada, Jean-Michel Humeau, Mario Marret, Eugenio Bentivoglio i Daniele Tessier. Pierre Camus fou ajudant de direcció; Anne-Marie L 'Hote i Catherine Adda, ajudants d'edició; i Antoine Bonfanti i Paul Bertault, van fer una mica de les dos coses.
La pel·lícula fou editada en gran part durant els 1970s, període en què Marker formava part d'una comuna política i preferia minimitzar lús de la seva firma. Per aquesta raó és representat en la pel·lícula per les cartes de Sandor Krasna, personatge fictici, i no com a ell mateix. El text "Conception and editing: Chris Marker", al final dels crèdits, és l'única cosa que ens indica que Sans Soleil és la seva pel·lícula.

## Influències
Durant el film, Marker utilitza les imatges per fer homenatges a diferents pel·lícules que l'han inspirat. Per exemple, la seqüència de San Francisco fa referència a Vertigo, d' Alfred Hitchcock, i a la primera pel·lícula de Marker; La jetée. Per afegit, l'ús que fa l'autor del nom "La Zona" per descriure l'espai en què les imatges de Hayao Yamaneko es transformen, és un clar homenatge a Stalker, pel·lícula d'Andrei Tarkovsky.
Per altra banda, la pel·lícula també ha estat utilitzada i referenciada. La banda de rock anglès Kasabian va utilitzar un clip de so del documental a principis de la cançó "West Ryder Silver Bullet".

## Recepció
Sans Soleil apareixent en moltes llistes i és vista per molts crítics com una de les millors pel·lícules mai fetes:
- "From Toy Story to Psycho: the 100 greatest films of all time" (The Daily Telegraph, 2019): #62[9]
- "Critics’ 50 Greatest Documentaries of All Time" (Sight & Sound, 2014): #3[10][11]

Tanmateix, no totes les crítiques son positives. A The Guardian, Peter Bradshaw va puntuar la pel·lícula amb 3 estrelles de 5, deia que era "a vegades meravellant, sovint intrigant i ocasionalment redundant." A The New York Times, Vincent Canby era negatiu, dient "Marker pretén examinar la qualitat de la vida contemporània, però el que fa realment és examinar-ne la seva pròpia, no sempre amb reaccions coherents o especialment interessants al nostre món. Sans Soleil és un film totalment absort en ell mateix que ho tanca tot fora excepte els estudiants més entregats a Marker"